# قائمة ملكات صقلية
هذه القائمة تحتوى على أقران ملوك صقلية منذ تأسيسها في 1130، وأيضا تحتوى القائمة على قرينات ملوك الصقليتين بعد توحيد مملكة نابولي ومملكة صقلية في 1816 حتى زوالها في 1861 بعد الغزو الإيطالي.
وأيضا بإضافة إلى ذلك تحتوى القائمة على الكونتيسات القرينات.

## كونتيسات صقلية

### أسرة هوتفيل(1130–1198)
| الصورة | الاسم              | الوالد                              | الميلاد | الزواج  | أصبحت الكونتيسة           | توقف عن استخدام اللقب     | الوفاة        | الزوج       |
| ------ | ------------------ | ----------------------------------- | ------- | ------- | ------------------------- | ------------------------- | ------------- | ----------- |
|        | جوديث من إفرو      | ويليام، كونت إفرو (نورماندي)        | ح. 1050 | ح. 1061 | يناير 1072 صعود الزوج     | ح. 1076                   | ح. 1076       | روجر الأول  |
|        | إرمبورغا من مورتين | ويليام، كونت مورتين                 | ؟       | ح. 1077 | ح. 1077                   | ح. 1087                   | ح. 1087       | روجر الأول  |
|        | أديلايد ديل فاستو  | بونيفاس ديل فاستو (ألمرمسي-فاستو)   | ح. 1075 | ح. 1089 | ح. 1089                   | 22 يونيو 1101 وفاة الزوج  | 16 أبريل 1118 | روجر الأول  |
|        | إلبيرة من قشتالة   | ألفونسو السادس ملك قشتالة (خيمينيز) | ح. 1100 | ح. 1117 | 28 سبتمبر 1105 صعود الزوج | 27 سبتمبر 1130 أصبحت ملكة | 8 فبراير 1135 | روجر الثاني |

## ملكات صقلية القرينات

### أسرة هوتفيل1130–1198
| الصورة | الاسم                         | الوالد                                    | الميلاد     | الزواج           | أصبحت ملكة                | توقف عن استخدام اللقب     | الوفاة         | الزوج         |
| ------ | ----------------------------- | ----------------------------------------- | ----------- | ---------------- | ------------------------- | ------------------------- | -------------- | ------------- |
|        | إليبرة من قشتالة              | ألفونسو السادس ملك قشتالة (خيمينيز)       | 1100        | 1117             | 1130 صعود الزوج           | 8 فبراير 1135             | 8 فبراير 1135  | روجر الثاني   |
|        | سيبيلا من بورغندي             | هيو الثاني، دوق بورغندي (بورغندي)         | 1126        | 1149             | 1149                      | 16 سبتمبر 1150            | 16 سبتمبر 1150 | روجر الثاني   |
|        | بياتريس من ريثل               | إيثير، كونت ريثل (ريثل)                   | 1131        | 1151             | 1151                      | 26 فبراير 1154 وفاة الزوج | 30 مارس 1185   | روجر الثاني   |
|        | مارغريت من نافارا             | غارسيا راميريث ملك نافارا (خيمينيز)       | 1128        | 1150             | 26 فبراير 1154 صعود الزوج | 7 مايو 1166 وفاة الزوج    | 12 أغسطس 1183  | ويليام الأول  |
|        | جوان من إنجلترا               | هنري الثاني ملك إنجلترا (بلانتاجانت)      | أكتوبر 1165 | 13 فبراير 1177   | 13 فبراير 1177            | 11 نوفمبر 1189 وفاة الزوج | 4 سبتمبر 1199  | ويليام الثاني |
|        | سيبيلا من أتشيرا              | روجر، كونت أتشيرا (ميدانيا)               | 1153        | -                | 1189 صعود الزوج           | 20 فبراير 1194 وفاة الزوج | 1205           | تانكريد       |
|        | إيرين أنجيلينا من القسطنطينية | إسحاق الثاني، إمبراطور البيزنطي (أنجيلوس) | 1177/81     | يوليو/أغسطس 1192 | يوليو/أغسطس 1192          | 24 ديسمبر 1193 وفاة الزوج | 27 أغسطس 1208  | روجر الثالث   |

### هوهنشتاوفن، 1194–1266
| الصورة | الاسم                              | الوالد                              | الميلاد | الزواج        | أصبحت ملكة                | توقف عن استخدام اللقب     | الوفاة        | الزوج          |
| ------ | ---------------------------------- | ----------------------------------- | ------- | ------------- | ------------------------- | ------------------------- | ------------- | -------------- |
|        | كونستانس من أراغون                 | ألفونسو الثاني ملك أراغون (برشلونة) | ح. 1179 | 15 أغسطس 1209 | 15 أغسطس 1209             | 23 يونيو 1222             | 23 يونيو 1222 | فريدريكو الأول |
|        | إيزابيلا الثانية ملكة البيت المقدس | جان دي بريين (بريين)                | ح. 1212 | 9 نوفمبر 1225 | 9 نوفمبر 1225             | 25 أبريل 1228             | 25 أبريل 1228 | فريدريكو الأول |
|        | إيزابيلا من إنجلترا                | جون ملك إنجلترا (بلانتاجانت)        | ح. 1214 | 15 يوليو 1235 | 15 يوليو 1235             | 1 ديسمبر 1241             | 1 ديسمبر 1241 | فريدريكو الأول |
|        | إليزابيث من بافاريا                | أوتو الثاني، دوق بافاريا (فيتلسباخ) | ح. 1227 | 1 سبتمبر 1246 | 13 ديسمبر 1250 صعود الزوج | 21 مايو 1254 وفاة الزوج   | 9 أكتوبر 1273 | كونراد الأول   |
|        | هيلانة أنجلينا دوكاينا             | مايكل الثاني كومنينوس دوكاس (دوكاس) | ح. 1242 | 9 نوفمبر 1255 | 10 أغسطس 1258 صعود الزوج  | 26 فبراير 1266 وفاة الزوج | 14 مارس 1271  | مانفريد        |

### أسرة أنجو الكابيتيون، 1266–1382
| الصورة | الاسم              | الوالد                                        | الميلاد | الزواج         | أصبحت القرينة             | توقف عن استخدام اللقب   | الوفاة         | الزوج       |
| ------ | ------------------ | --------------------------------------------- | ------- | -------------- | ------------------------- | ----------------------- | -------------- | ----------- |
|        | بياتريس من بروفانس | ريموند برانجيه الرابع، كونت بروفانس (برشلونة) | 1234    | 31 يناير 1246  | 26 فبراير 1266 صعود الزوج | 23 سبتمبر 1267          | 23 سبتمبر 1267 | كارلو الأول |
|        | مارغريت من بورغندي | أودو، كونت نيفير (بورغندي)                    | 1250    | 18 نوفمبر 1268 | 18 نوفمبر 1268            | 7 يناير 1285 وفاة الزوج | 4 سبتمبر 1308  | كارلو الأول |

### أسرة برشلونة، 1282 - 1410
| الصورة | الأسم                | الوالد                                     | الميلاد      | الزواج                  | أصبحت القرينة            | توقف عن استخدام             | الوفاة         | الزوج                  |
| ------ | -------------------- | ------------------------------------------ | ------------ | ----------------------- | ------------------------ | --------------------------- | -------------- | ---------------------- |
|        | كونستانس من صقلية    | مانفريد ملك صقلية (هوهنشتاوفن)             | 1249         | 13 يونيو/يوليو 1262     | 4 سبتمبر 1282 صعود الزوج | 2/11 نوفمبر 1285 وفاة الزوج | 9 أبريل 1302   | بيدرو الثالث           |
|        | إيزابيلا من قشتالة   | سانشو الرابع ملك قشتالة (أنسكاردس)         | 1283         | 1 ديسمبر 1291           | 1 ديسمبر 1291            | 25 أبريل 1295 فسخ الزواج    | 24 يوليو 1328  | خايمي الثاني           |
|        | بلانش من أنجو        | كارلو الثاني ملك نابولي (أنجو-نابولي)      | 1280         | 29 أكتوبر/1 نوفمبر 1295 | 29 أكتوبر/1 نوفمبر 1295  | 1296                        | 14 أكتوبر 1310 | خايمي الثاني           |
|        | إليانور من أنجو      | كارلو الثاني ملك نابولي (أنجو-نابولي)      | أغسطس 1289   | 17 مايو 1302            | 17 مايو 1302             | 25 يونيو 1337 وفاة الزوج    | 9 أغسطس 1341   | فريدريكو الثالث        |
|        | إليزابيث من كارينثيا | أوتو الثالث، دوق كارينثيا (غوريتسيا-تيرول) | ح. 1298      | 23 أبريل 1322           | 25 يونيو 1337 صعود الزوج | 15 أغسطس 1342 وفاة الزوج    | بعد 1347       | بيترو الثاني ملك صقلية |
|        | كونستانس من أراغون   | بيدرو الرابع ملك أراغون (برشلونة)          | ح. 1343      | 11 أبريل 1361           | 11 أبريل 1361            | 18 يوليو 1363               | 18 يوليو 1363  | فريدريكو الثالث        |
|        | أنطونيا من باو       | فرانشيسكو من باو، دوق أندريا (باو)         | ح. 1355      | 17 يناير 1372           | 17 يناير 1372            | 23 يناير 1374               | 23 يناير 1374  | فريدريكو الثالث        |
|        | مارتينو الأصغر       | مارتن الأول ملك أراغون (برشلونة)           | ح. 1343      | ح. 1384                 | ح. 1384                  | 25 مايو 1401 وفاة الزوجة    | 25 يوليو 1409  | ماريا                  |
|        | بلانش من نافارا      | شارل الثالث ملك نافارا (إفرو)              | 6 يوليو 1387 | 26 ديسمبر 1402          | 26 ديسمبر 1402           | 25 يوليو 1409 وفاة الزوج    | 1 أبريل 1441   | مارتينو الأول          |
|        | مارغريدا من براديس   | بيدرو من أراغون، بارون إنتينزا (برشلونة)   | 1395         | 17 سبتمبر 1409          | 17 سبتمبر 1409           | 31 مايو 1410 وفاة الزوج     | 1422           | مارتينو الثاني         |

### أسرة تراستامارا
| الصورة | الأسم                       | الوالد                                       | الميلاد       | الزواج         | أصبحت القرينة            | توقف عن استخدام          | الوفاة         | الزوج            |
| ------ | --------------------------- | -------------------------------------------- | ------------- | -------------- | ------------------------ | ------------------------ | -------------- | ---------------- |
|        | ليونور من ألبوركويركي       | سانشو ألفونسو، كونت ألبوركويركي (تراستامارا) | 1374          | 1393/4         | 28 يونيو 1412 صعود الزوج | 2 أبريل 1416 وفاة الزوج  | 16 ديسمبر 1435 | فرديناندو الأول  |
|        | ماريا من قشتالة             | إنريكي الثالث ملك قشتالة (تراستامارا)        | 1 سبتمبر 1401 | 12 يونيو 1415  | 2 أبريل 1416 صعود الزوج  | 4 أكتوبر 1458            | 4 أكتوبر 1458  | ألفونسو الخامس   |
|        | خوانا إنريكس                | فادريكي إنريكيز، كونت ميلبا ورويدا (إنريكيز) | 1425          | 1 أبريل 1444   | 4 أكتوبر 1458 صعود الزوج | 13 فبراير 1468           | 13 فبراير 1468 | خوان             |
|        | إيزابيلا الأولى ملكة قشتالة | خوان الثاني ملك قشتالة (تراستامارا)          | 22 أبريل 1451 | 19 أكتوبر 1469 | 20 يناير 1479 صعود الزوج | 26 نوفمبر 1504           | 26 نوفمبر 1504 | فرديناندو الثاني |
|        | جيرمين من فوا               | خوان من فوا، فيكونت ناربون (فوا-غرايلي)      | 1488          | 19 أكتوبر 1505 | 19 أكتوبر 1505           | 23 يناير 1516 وفاة الزوج | 18 أكتوبر 1538 | فرديناندو الثاني |

#### مدعيو العرش، 1462–1472
خلال الحرب ضد خوان: ادعى ثلاثة أشخاص عرشه، وعلى الرغم من هذا لم يشمل مملكة فالنسيا، كان أولهم بيدرو الخامس ملك أراغون الذي لم يتزوج، وإما الأخرين إنريكي الرابع ملك قشتالة وريناتو من أنجو كانوا متزوجين أثناء إدعائهم للعرش، كان إنريكي الرابع متزوجاً من جوانا من البرتغال هي انفانتا برتغالية بحيث هي ابنة الملك دوارتي الأول وزوجته ليونور من أراغون، إما رينيه زوجته الأولى توفيت قبل 1462؛ ولكنه كان متزوجاً من جان دو لافال هي ابنة نبيل فرنسي غي الرابع عشر، كونت لافال وإيزابيلا من بريتاني أثناء إدعاءه للعرش.

### أسرة هابسبورغ، 1516–1700
| الصورة | الاسم                     | الوالد                                             | الميلاد        | الزواج         | أصبحت القرينة           | توقف عن استخدام اللقب     | الوفاة            | الزوج        |
| ------ | ------------------------- | -------------------------------------------------- | -------------- | -------------- | ----------------------- | ------------------------- | ----------------- | ------------ |
|        | إيزابيلا من البرتغال      | مانويل الأول ملك البرتغال (أفيس)                   | 24 أكتوبر 1503 | 11 مارس 1526   | 11 مارس 1526            | 1 مايو 1539               | 1 مايو 1539       | كارلو الرابع |
|        | ماريا الأولى ملكة إنجلترا | هنري الثامن ملك إنجلترا (تيودور)                   | 18 فبراير 1516 | 25 يوليو 1554  | 25 يوليو 1554           | 17 نوفمبر 1558            | 17 نوفمبر 1558    | فيليب الأول  |
|        | إيزابيلا من فالوا         | هنري الثاني ملك فرنسا (فالوا)                      | 2 أبريل 1545   | 22 يونيو 1559  | 22 يونيو 1559           | 3 أكتوبر 1568             | 3 أكتوبر 1568     | فيليب الأول  |
|        | آنا من النمسا             | ماكسيمليان الثاني، إمبراطور روماني مقدس (هابسبورغ) | 1 نوفمبر 1549  | 4 مايو 1570    | 4 مايو 1570             | 26 أكتوبر 1580            | 26 أكتوبر 1580    | فيليب الأول  |
|        | مارغريت من النمسا         | كارل الثاني، أرشيدوق النمسا (هابسبورغ)             | 25 ديسمبر 1584 | 18 أبريل 1599  | 18 أبريل 1599           | 3 أكتوبر 1611             | 3 أكتوبر 1611     | فيليب الثاني |
|        | إليزابيث دي بوربون        | هنري الرابع ملك فرنسا (بوربون)                     | 22 نوفمبر 1602 | 25 نوفمبر 1615 | 31 مارس 1621 صعود الزوج | 6 أكتوبر 1644             | 6 أكتوبر 1644     | فيليب الثالث |
|        | ماريانا من النمسا         | فرديناند الثالث، إمبراطور روماني مقدس (هابسبورغ)   | 24 ديسمبر 1634 | 7 أكتوبر 1649  | 7 أكتوبر 1649           | 17 سبتمبر 1665 وفاة الزوج | 16 مايو 1696      | فيليب الثالث |
|        | ماري لويز من أورليان      | فيليبي الأول، دوق أورليان (أورليان)                | 26 مارس 1662   | 19 نوفمبر 1679 | 19 نوفمبر 1679          | 19 12 فبراير 1689         | 19 12 فبراير 1689 | كارلو الخامس |
|        | ماريا آنا من نيوبورغ      | فيليب فيلهلم، ناخب بالاتينات (فيتلسباخ)            | 28 أكتوبر 1667 | 14 مايو 1690   | 14 مايو 1690            | 1 نوفمبر 1700 وفاة الزوج  | 16 يوليو 1740     | كارلو الخامس |

### أسرة بوربون، 1700–1713
| الصورة | الاسم                | الوالد                                    | الميلاد        | الزواج        | اصبحت القرينة | توقف عن استخدام اللقب                      | الوفاة         | الزوج        |
| ------ | -------------------- | ----------------------------------------- | -------------- | ------------- | ------------- | ------------------------------------------ | -------------- | ------------ |
|        | ماريا لويزا من سافوي | فيتوريو أميديو الثاني ملك سردينيا (سافوي) | 17 سبتمبر 1688 | 2 نوفمبر 1701 | 2 نوفمبر 1701 | 11 أبريل 1713 نابولي أصبحت سُلمت إلى النمسا | 14 فبراير 1714 | فيليب الرابع |

### أسرة سافوي، 1713–1720
| الصورة | الاسم              | الوالد                             | الميلاد       | الزواج        | أصبحت الملكة             | توقف عن استخدام اللقب                | الوفاة        | الزوج          |
| ------ | ------------------ | ---------------------------------- | ------------- | ------------- | ------------------------ | ------------------------------------ | ------------- | -------------- |
|        | آن ماري من أورليان | فيليب الأول، دوق أورليان (أورليان) | 27 أغسطس 1669 | 10 أبريل 1684 | 11 أبريل 1713 صعود الزوج | 17 فبراير 1720 صقلية رجعت إلى النمسا | 26 أغسطس 1728 | فيتوريو أميديو |

### أسرة هابسبورغ، 1714–1734
| الصورة | الاسم                                    | الوالد                                        | الميلاد       | الزواج       | أصبحت القرينة            | توقف عن استخدم اللقب                          | الوفاة         | الزوج        |
| ------ | ---------------------------------------- | --------------------------------------------- | ------------- | ------------ | ------------------------ | --------------------------------------------- | -------------- | ------------ |
|        | إليزابيث كريستين من براونشفايغ-فولفنبوتل | لودفيغ رودولف، دوق براونشفايغ-فولفنبوتل (فلف) | 28 أغسطس 1691 | 1 أغسطس 1708 | 11 أبريل 1713 صعود الزوج | 25 مايو 1734 نابولي رجعت مرة أخرى إلى الإسبان | 21 ديسمبر 1750 | كارلو السادس |

### أسرة بوربون، 1735–1806
| الصورة | الاسم                    | الوالد                                              | الميلاد        | الزواج        | أصبحت القرينة | توقف عن استخدام اللقب                          | الوفاة         | الزوج            |
| ------ | ------------------------ | --------------------------------------------------- | -------------- | ------------- | ------------- | ---------------------------------------------- | -------------- | ---------------- |
|        | ماريا أماليا من ساكسونيا | أغسطس الثالث ملك بولندا (فتين)                      | 24 نوفمبر 1724 | 19 يونيو 1738 | 19 يونيو 1738 | 10 أغسطس 1759 تنازل الزوج؛ وأصبحت ملكة إسبانيا | 27 سبتمبر 1760 | كارلو السابع     |
|        | ماريا كارولينا من النمسا | فرانتس الأول، إمبراطور روماني مقدس (هابسبورغ-لورين) | 13 أغسطس 1752  | 12 مايو 1768  | 12 مايو 1768  | 8 سبتمبر 1814                                  | 8 سبتمبر 1814  | فرديناندو الثالث |

## ملكات الصقليتين
كان يواكيم مورات أول حاكم المملكة التي عرفت بـ «مملكة الصقليتين» الذي تم إنشاؤها خلال مرسوم بايون في 1808، على الرغم من أنه كان يسيطر على البر الرئيسي، إلا أنه لم يسيطر على جزيرة صقلية التي لجأوا عليها منافسيه من آل بوربون بعد فرارهم من نابولي، وبعد مؤتمر فيينا اعتمادها فرديناندو الرابع رسمياً في 1816، وبذلك تم اتحاد بين مملكة نابولي ومملكة صقلية.

### أسرة بونابرت(مرسوم بايون)، 1806–1815
| الصورة | الاسم                           | الوالد                        | الميلاد      | الزواج        | أصبحت القرينة           | توقف عن استخدام اللقب   | الوفاة       | الزوج  |
| ------ | ------------------------------- | ----------------------------- | ------------ | ------------- | ----------------------- | ----------------------- | ------------ | ------ |
|        | ماريا أنونزياتا كارولين بونابرت | كارلو ماريا بونابرت (بونابرت) | 25 مارس 1782 | 20 يناير 1800 | 1 أغسطس 1808 صعود الزوج | 3 مايو 1815 تنازل الزوج | 18 مايو 1839 | يواكيم |

### أسرة بوربون، 1815–1861
| الصورة | الاسم                     | الوالد                                      | الميلاد        | الزواج         | أصبحت الملكة            | توقف عن استخدام اللقب    | الوفاة         | الزوج            |
| ------ | ------------------------- | ------------------------------------------- | -------------- | -------------- | ----------------------- | ------------------------ | -------------- | ---------------- |
|        | ماريا إيزابيلا من إسبانيا | كارلوس الرابع ملك إسبانيا (بوربون-إسبانيا)  | 6 يوليو 1789   | 6 يوليو 1802   | 4 يناير 1825 صعود الزوج | 8 نوفمبر 1830 وفاة الزوج | 13 سبتمبر 1848 | فرانشيسكو الأول  |
|        | ماريا كريستينا من سافوي   | فيتوريو إيمانويلي الأول ملك سردينيا (سافوي) | 14 نوفمبر 1812 | 21 نوفمبر 1832 | 21 نوفمبر 1832          | 21 يناير 1836            | 21 يناير 1836  | فرديناندو الثاني |
|        | ماريا تيريزا من النمسا    | الأرشيدوق كارل، دوق تيشن (هابسبورغ-لورين)   | 31 يوليو 1816  | 27 يناير 1837  | 27 يناير 1837           | 22 مايو 1859 وفاة الزوج  | 8 أغسطس 1867   | فرديناندو الثاني |
|        | ماري صوفي من بافاريا      | ماكسيمليان يوزف، دوق في بافاريا (فيتلسباخ)  | 4 أكتوبر 1841  | 3 فبراير 1859  | 22 مايو 1859 صعود الزوج | 20 مارس 1861 تنازل الزوج | 19 يناير 1925  | فرانشيسكو الثاني |

في 1861 أصبحت مملكة الصقليتين جزءاً من مملكة إيطاليا التي تأسست حديثاً